# Colima
För andra betydelser, se Colima (olika betydelser).
Colima är en ort och kommun i västra Mexiko och är den administrativa huvudorten för delstaten Colima. Folkmängden uppgår till cirka 150 000 invånare.

## Storstadsområde
Storstadsområdet, Zona Metropolitana de Colima-Villa de Álvarez, hade totalt 358 085 invånare 2013, på en yta av 2 288 km². Området består av de fem kommunerna Colima, Comala, Coquimatlán, Cuauhtémoc och Villa de Álvarez.